# معركة إيتشي نو تاني
معركة إيتشي نو تاني (باليابانية: 一ノ谷の戦い، بالروماجي: Ichi no tani no tatakai) إحدى معارك حرب غينبيه بين قبيلة ميناموتو وقبيلة تايرا، حدثت في مارس 1184 في منطقة سوما ضمن مقاطعة سيتسو [الإنجليزية]، إنتصرت فيها قبيلة ميناموتو.

## المعركة
إيتشي نو تاني هو حصن دفاعي منيع تابع لقبيلة تايرا يقع اليوم إلى الغرب من مدينة كوبي، بني في ممر ضيق بين الجبال إلى الشمال ويطل على البحر من الجنوب مما جعله منيع دفاعياً لكنه جعل مناورة القوات داخله صعبة أيضاً.
هاجمت قوات ميناموتو الحصن بقيادة ميناموتو نو يوشيتسونيه، والذي أمر بتقسيم القوات إلى قسمين، القسم الأكبر بقيادة نوريوري يهاجم قوات تايرا في ضريح إكوتا [الإنجليزية] الموجود في الغابات القريبة من الحصن إلى الشرق، والقسم الثاني قاده يوشيتسونيه بنفسه لا يزيد عن مئة فارس يهاجم الحصن من التلال الجبلية في الشمال، سبب هذا إرباك كبير لقوات تايرا وجعلها غير قادرة على الإنتشار ولا الإنسحاب، إلا أن 3000 فرد من تايرا تمكنوا من الهرب إلى جزيرة ياشيما، بينما قتل تادانوري وأسر تايرا نو شيغيهيرا، ثم بعد فترة تم تسليمه إلى رهبان معبد توداي-جي ألذين أعدموه إنتقاماً على إحراقه المعبد عام 1181 أثناء حصار نارا.
خسرت قبيلة تايرا أيضاً في هذه المعركة (اللورد ميتشيموري، تسونيماسا، اتسوموري، تومواكيرا، تسونيتوشي موريتوشي).

## الأثر
تعتبر معركة إيتشي نو تاني من أشهر المعارك في حرب غينبيه، وأحد أسباب هذا يعود إلى القتالات الفردية التي حصلت خلالها، كما حضر المعركة العديد من الشخصيات المعروفة منهم الراهب المحارب بينكيه الموالي ليوشيتسونيه بالإضافة إلى الكثير من قادة قبيلة تايرا ومقاتليها المعروفين.
من أكثر الأحداث شهرة في المعركة هو موت تايرا نو اتسوموري الدرامي على يد كوماغاي ناوزانيه [الإنجليزية]، والذي يتم تصويره في مسرحيات النوه والكابوكي، يمكن إعتبار المبارزة الفرديية بين هذين المحاربين من أشهر المبارزات في التاريخ الياباني.
كما تعتبر هذه المعركة هي آخر معركة مسجلة في التاريخ الياباني أستخدمت فيها الأقواس في الحصار.

## معرض صور

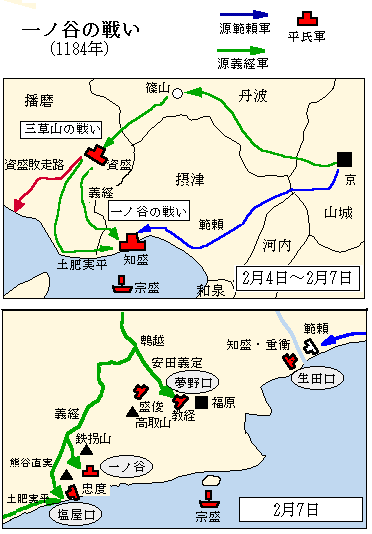
خريطة الهجوم في معركة إيتشي نو تاني.
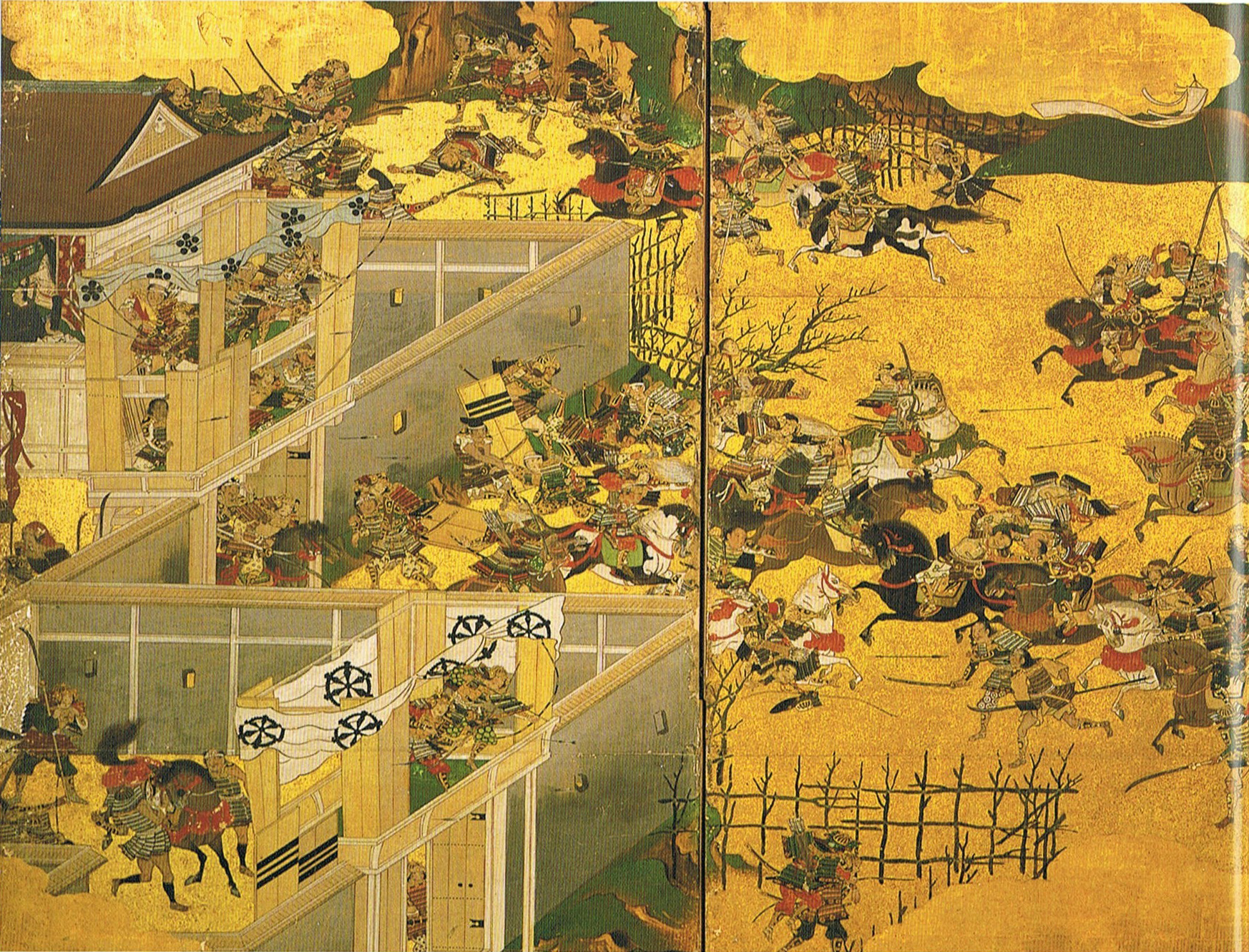
رسمة لمعركة إيتشي نو تاني.
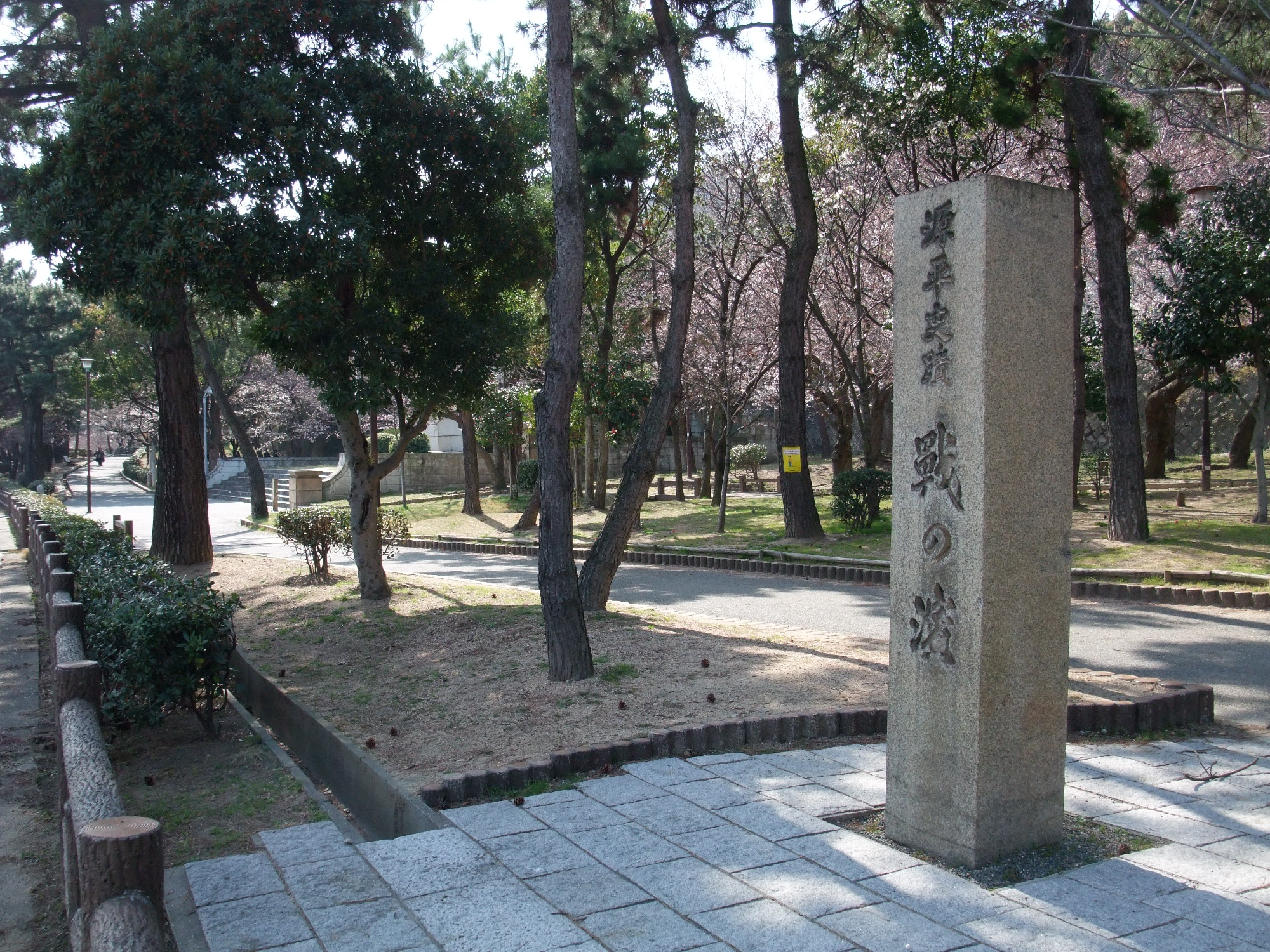
موقع معركة إيتشي نو تاني حالياً في حديقة سوماورا، كوبي.
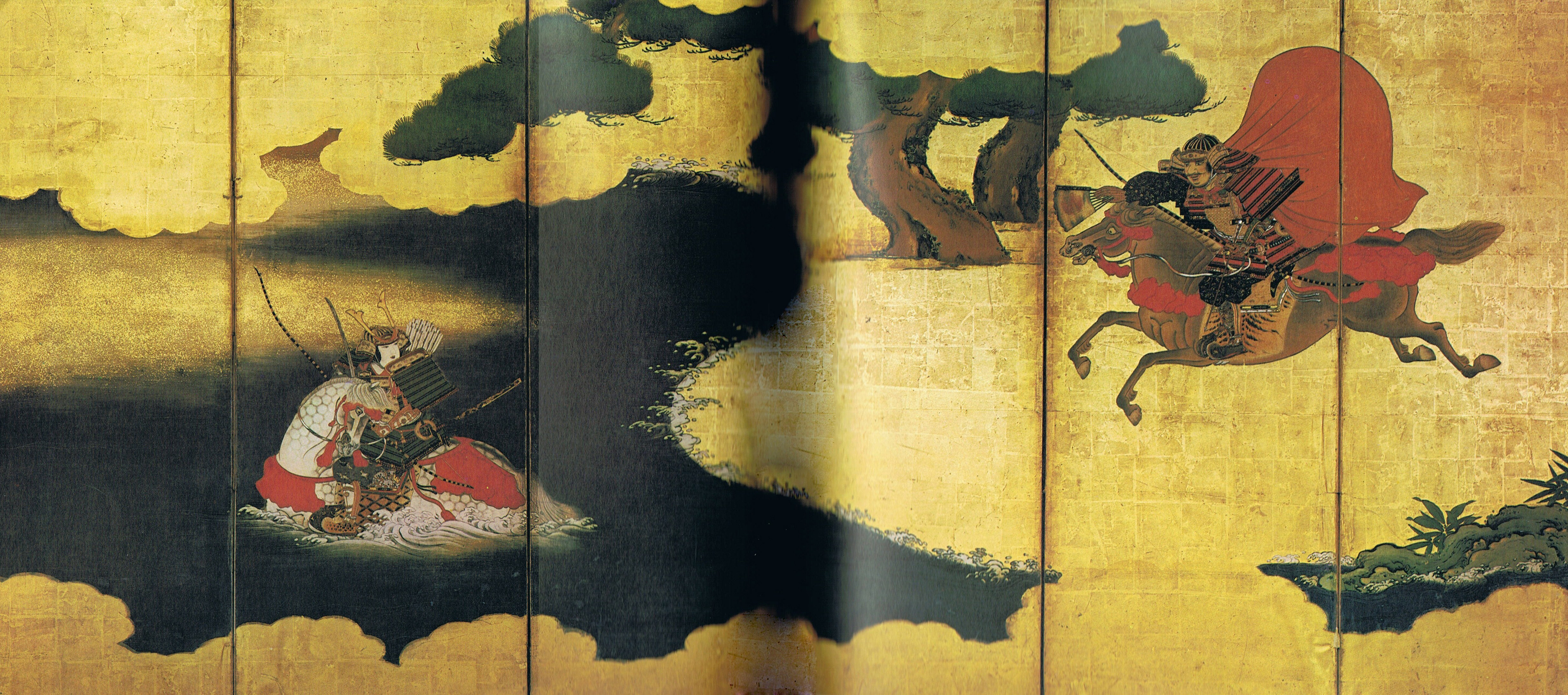
مشهد مرسوم للمبارزة التي وقعت بين أتسوموري (على اليسار)، وناوزانيه (على اليمين).